# Alfredo Chaves
Alfredo Chaves é um município brasileiro do estado do Espírito Santo, Região Sudeste do país. Sua população no último Censo IBGE em 2022 era de 13 836 habitantes.
O nome do município refere-se a Alfredo Rodrigues Fernandes Chaves, engenheiro e político assumindo as funções de : ministro da Marinha entre 20 de agosto de 1885 e 12 de junho de 1886, depois ministro da Guerra entre 1886 e 1887 . Este, sendo ministro da colonização, foi enviado por Dom Pedro II ao Espírito Santo, em 1878, para resolver o problema com os indígenas que se defendiam de colonos italianos.
Muito procurado por turistas, o município possui uma exuberante paisagem formada pela Mata Atlântica, refletida em suas serras e cachoeiras. Outro ponto que atrai os turistas é a ferrovia que corta o município, a Linha do Litoral da antiga Estrada de Ferro Leopoldina, de onde propicia uma bela vista da região do alto das serras e estando próxima a belíssima Cachoeira de Matilde, no distrito homônimo. A ferrovia se encontra concedida à Ferrovia Centro-Atlântica. 

## Geografia
De acordo com a divisão do Instituto Brasileiro de Geografia e Estatística vigente desde 2017, o município pertence às Regiões Geográficas Intermediária e Imediata de Vitória. Até então, com a vigência das divisões em microrregiões e mesorregiões, o município fazia parte da microrregião de Guarapari, que por sua vez estava incluída na mesorregião Central Espírito-Santense.

### Clima
Segundo dados do Instituto Nacional de Meteorologia (INMET), desde janeiro de 1979 a menor temperatura registrada em Alfredo Chaves foi de 6 °C em 12 de junho de 1999 e a maior atingiu 42 °C em 9 de janeiro de 1995. O maior acumulado de precipitação em 24 horas chegou a 210,2 mm em 18 de janeiro de 2020, seguido por 205 mm em 14 de maio de 2012 e 201,6 mm em 2 de março de 2020.
| Dados climatológicos para Alfredo Chaves                                                             | Dados climatológicos para Alfredo Chaves | Dados climatológicos para Alfredo Chaves | Dados climatológicos para Alfredo Chaves | Dados climatológicos para Alfredo Chaves | Dados climatológicos para Alfredo Chaves | Dados climatológicos para Alfredo Chaves | Dados climatológicos para Alfredo Chaves | Dados climatológicos para Alfredo Chaves | Dados climatológicos para Alfredo Chaves | Dados climatológicos para Alfredo Chaves | Dados climatológicos para Alfredo Chaves | Dados climatológicos para Alfredo Chaves | Dados climatológicos para Alfredo Chaves |
| Mês                                                                                                  | Jan                                      | Fev                                      | Mar                                      | Abr                                      | Mai                                      | Jun                                      | Jul                                      | Ago                                      | Set                                      | Out                                      | Nov                                      | Dez                                      | Ano                                      |
| --- | ---------------------------------------- | ---------------------------------------- | ---------------------------------------- | ---------------------------------------- | ---------------------------------------- | ---------------------------------------- | ---------------------------------------- | ---------------------------------------- | ---------------------------------------- | ---------------------------------------- | ---------------------------------------- | ---------------------------------------- | ---------------------------------------- |
| Temperatura máxima recorde (°C)                                                                      | 42                                       | 41                                       | 39,6                                     | 38,6                                     | 36,8                                     | 36,2                                     | 35,5                                     | 38,2                                     | 38,4                                     | 39,6                                     | 40,4                                     | 40,3                                     | 42                                       |
| Temperatura máxima média (°C)                                                                        | 32,8                                     | 33,7                                     | 32,3                                     | 30,5                                     | 28,7                                     | 27,6                                     | 27,2                                     | 27,8                                     | 28,1                                     | 29,3                                     | 30,4                                     | 31,6                                     | 30                                       |
| Temperatura mínima média (°C)                                                                        | 21,8                                     | 21,9                                     | 21,7                                     | 20,5                                     | 18,8                                     | 17,5                                     | 17,2                                     | 17,4                                     | 18,3                                     | 19,9                                     | 20,6                                     | 21,5                                     | 19,8                                     |
| Temperatura mínima recorde (°C)                                                                      | 13                                       | 12,6                                     | 11,4                                     | 11                                       | 8                                        | 6                                        | 7                                        | 7,2                                      | 8,4                                      | 7,6                                      | 10                                       | 10,2                                     | 6                                        |
| Fonte: INMET (temperaturas médias: normal climatológica de 1981-2010; recordes: 01/01/1979-presente) |                                          |                                          |                                          |                                          |                                          |                                          |                                          |                                          |                                          |                                          |                                          |                                          |                                          |